# Süddeutsche Fußballmeisterschaft 1900/01
Die süddeutsche Fußballmeisterschaft 1900/01 war der dritte vom Verband Süddeutscher Fußball-Vereine (VsFV) ausgetragene Wettbewerb. Zum Meister wurde nach dem abgesagten Finale der Karlsruher FV ernannt. Die Endrunde litt, wie schon im Jahr davor, unter dem Nichtantreten von Mannschaften und dadurch ausgelösten Abweichungen vom Spiel- und Ablaufplan. Sie blieb unübersichtlich und wurde am Ende nicht auf dem Spielfeld entschieden. Die Endrunde um die süddeutsche Meisterschaft wurde 1900/01 weiterhin im Pokalmodus ausgetragen. Es gab keine regionale Vorausscheidungen, jeder Verein der daran teilnehmen wollte, musste sich beim Verband dafür anmelden.
Nachdem in den ersten beiden Jahren der süddeutschen Meisterschaft nur einige wenige Mannschaften aus den Städten entlang des Oberrheines zwischen Freiburg und Mannheim teilgenommen hatten, stieg ihre Zahl nach der Jahrhundertwende stark an. In den Jahren 1899 und 1900 wurden in süddeutschen Städten eine ganze Reihe von Vereinen gegründet, insbesondere entstanden in Frankfurt im Jahr 1899 die beiden Vorläufer der Eintracht (Kickers und Victoria) sowie der FSV und in Stuttgart die Kickers, im Jahr darauf in München der FC Bayern, in Nürnberg der „Club“ und in der Pfalz die ersten Vorläufervereine des 1. FC Kaiserslautern und von Südwest Ludwigshafen. Nicht alle traten sofort dem süddeutschen Verband bei, und einige Mitgliedsvereine verzichteten aufgrund der großen Entfernungen auf die Teilnahme an Endrundenspielen.
Im Herbst 1900 hatte der VsFV 13 Mitgliedsvereine, von denen mindestens zwölf an der Meisterschaft teilnahmen oder zumindest gemeldet hatten. Die Stuttgarter Kickers, als erster württembergischer Verein dem Verband am 8. Juli 1900 beigetreten, waren in diesem Jahr demzufolge der einzige württembergische Vertreter, und der FC Bayern München war der erste Verein aus Bayern, der sich an der Meisterschaft des VsFV beteiligte. Sein zweimal angesetztes Aufeinandertreffen mit dem Karlsruher FV kam jedoch beide Male nicht zu Stande. Dafür nahmen zwei Mannschaften aus Frankfurt teil: Der FC Germania 1894 und der FC Victoria 1899.

## Endrunde 1900/01

### 1. Runde
| 4. November 1900    | 4. November 1900 | 4. November 1900             | 4. November 1900 | 4. November 1900 |
| ------------------- | ---------------- | ---------------------------- | ---------------- | ---------------- |
| 1. FC Pforzheim     | 0:6              | Karlsruher FV                | Pforzheim        |                  |
| Offenbacher FC 1899 | 10:X 1           | Frankfurter FC Victoria 1899 | (Offenbach)      |                  |
| 11. November 1900   |                  |                              |                  |                  |
| Straßburger FV      | 8:0              | Straßburger FC Donar         | Lenôtre-Platz    |                  |
| 1. Hanauer FC 93    | 3:3              | Frankfurter FC Germania 1894 | Hanau            |                  |
| Darmstädter FC      | 2X:0 2           | 1. Bockenheimer FC 1899      | (Darmstadt)      |                  |

Wiederholungsspiel:
| 18. November 1900            | 18. November 1900 | 18. November 1900 | 18. November 1900 | 18. November 1900 |
| ---------------------------- | ----------------- | ----------------- | ----------------- | ----------------- |
| Frankfurter FC Germania 1894 | 3X:0 3            | 1. Hanauer FC 93  | (Frankfurt)       |                   |

### 2. Runde
| 18. November 1900            | 18. November 1900 | 18. November 1900            | 18. November 1900 | 18. November 1900 |
| ---------------------------- | ----------------- | ---------------------------- | ----------------- | ----------------- |
| Stuttgarter Kickers          | 0:9               | Karlsruher FV                | Stuttgart         |                   |
| 25. November 1900            |                   |                              |                   |                   |
| Frankfurter FC Victoria 1899 | 11:0 1            | Frankfurter FC Germania 1894 | Bockenheim        |                   |
| Freiburger FC                | 3:2               | Straßburger FV               |                   |                   |

### 3. Runde
| 2. Dezember 1900             | 2. Dezember 1900 | 2. Dezember 1900 | 2. Dezember 1900 | 2. Dezember 1900 |
| ---------------------------- | ---------------- | ---------------- | ---------------- | ---------------- |
| Freiburger FC                | 0:4              | Karlsruher FV    | Freiburg         |                  |
| 10. Februar 1901             |                  |                  |                  |                  |
| Frankfurter FC Victoria 1899 | 1:5              | Darmstädter FC   | Frankfurt        |                  |

### 4. Runde
| 30. Dezember 1900 | 30. Dezember 1900 | 30. Dezember 1900 | 30. Dezember 1900 | 30. Dezember 1900 |
| ----------------- | ----------------- | ----------------- | ----------------- | ----------------- |
| FC Bayern München | -:- 1             | Karlsruher FV     | München           |                   |

### Halbfinale
| 3. März 1901   | 3. März 1901 | 3. März 1901  | 3. März 1901 | 3. März 1901 |
| -------------- | ------------ | ------------- | ------------ | ------------ |
| Darmstädter FC | 0:15         | Karlsruher FV | Darmstadt    |              |

### Finale
| Karlsruher FV | X:0 1 | FC Bayern München |